# 烽堠

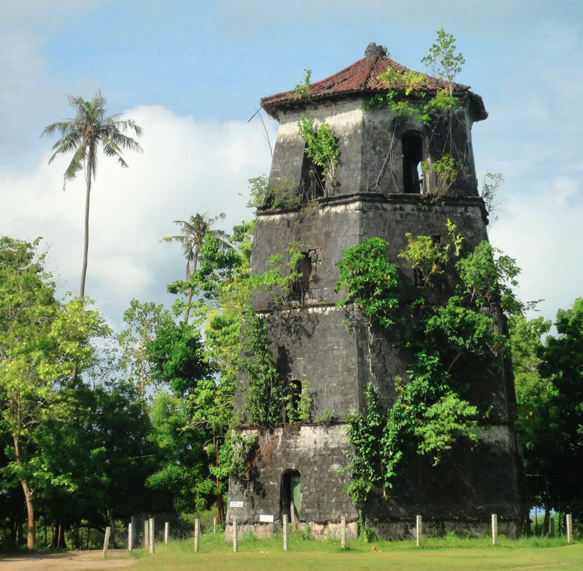
邦勞島上的瞭望台。

烽堠又稱墩堠、瞭望台、瞭望塔、望樓、監視塔、烽火台，是高聳而可以供人瞭望周圍環境的塔樓式建築。
中國明代墩堠備有草材（作用如烽火台）、大銃、黑旗、白旗、燈籠等等。

## 其他條目
- 郵局
- 驛站